# Echinolittorina cinerea
Echinolittorina cinerea är en snäckart som först beskrevs av William Harper Pease 1869.  Echinolittorina cinerea ingår i släktet Echinolittorina och familjen strandsnäckor. Inga underarter finns listade i Catalogue of Life.